# Krupac (Republika Serbska)
Krupac (cyr. Крупац) – miejscowość w Bośni i Hercegowinie, w Republice Serbskiej, w mieście Sarajewo Wschodnie, w gminie Istočna Ilidža. W 2013 roku liczyła 232 mieszkańców.